# Місцеві вибори в Києві (2006)
Місцеві вибори у Києві 2006 — вибори Київського міського голови та депутатів Київської міської ради, що були проведені 26 березня 2006 року. Прохідний бар'єр для партій і блоків становив 3 % від числа виборців, що взяли участь у голосуванні.
За підсумками виборів Черновецький був обраний міським головою Києва, отримавши 32 % голосів і випередивши Віталія Кличка, який набрав 24 %, і екс-голову Києва О.Омельченка з 21 %.

## Результати виборів
| Розподіл голосів        | Розподіл голосів        | Розподіл голосів | Розподіл голосів | Розподіл голосів |
| ----------------------- | ----------------------- | ---------------- | ---------------- | ---------------- |
|                         |                         |                  |                  |                  |
| БЮТ (41)                | БЮТ (41)                |                  | 24.64%           | 24.64%           |
| Блок Черновецького (21) | Блок Черновецького (21) |                  | 12.93%           | 12.93%           |
| «Наша Україна» (15)     | «Наша Україна» (15)     |                  | 8.85%            | 8.85%            |
| Пора — ПРП (14)         | Пора — ПРП (14)         |                  | 8.51%            | 8.51%            |
| Партія регіонів (9)     | Партія регіонів (9)     |                  | 5.76%            | 5.76%            |
| ГАК (7)                 | ГАК (7)                 |                  | 4.01%            | 4.01%            |
| СПУ (7)                 | СПУ (7)                 |                  | 3.95%            | 3.95%            |
| Блок Литвина (6)        | Блок Литвина (6)        |                  | 3.63%            | 3.63%            |

Примітка: На діаграмі зазначені лише ті політичні сили, які подолали 3 % бар'єр
 і провели своїх представників до Київської міської ради.
 В дужках — кількість отриманих партією чи блоком мандатів